# Martha Washington
Martha Dandridge Custis Washington, född 2 juni 1731 på Chestnut Grove i New Kent County i Virginia, död 22 maj 1802 på Mount Vernon i Fairfax County i Virginia, var en amerikansk presidentfru, gift med George Washington. Under sin tid kallades hon ibland för "Lady Washington".

## Biografi
Martha Dandridge var äldsta barn av åtta till plantageägaren John Dandridge och dennes maka Frances, född Jones. Likt så många andra flickor på den tiden fick hon lära sig vad som ansågs viktigt för en kvinna att kunna, nämligen hur man klär sig, uppförande, musik, dans och matlagning. Hon var mycket kortväxt med olivfärgad hy, bruna ögon och mörkbrunt hår. När hon var ung ansågs hon vara en skönhet, men blev med åren tämligen rundlagd. Denna djupt religiösa kvinna var en duktig ryttare, hon älskade musik, hade en vacker sångröst och spelade på harpa.
År 1750, 19 år gammal, gifte hon sig med Daniel Parke Custis (1711–1757), som var arvtagare till en stor egendom och fick med honom fyra barn:
1. Daniel Parke Custis (1751–1754)
2. Frances Parke Custis (1753–1757)
3. John Parke Custis (1754–1781)
4. Martha Parke Custis (1756–1773)

Maken Custis avled i juli 1757, vilket medförde att Martha Custis då blev den rikaste änkan i delstaten Virginia.
Martha Custis träffade George Washington vid en tillställning i Williamsburg i Virginia, och efter bara en kort tids bekantskap beslöt de sig för att gifta sig. Bröllopet ägde rum den 6 januari 1759. Äktenskapet betraktades som ett konvenansparti. I och med deras giftermål utökades de bådas egendomar – hon bidrog med sin egendom, omfattande 17 000 acres och 300 slavar, jämfört med Washingtons 5 000 acres och 49 slavar.
Martha Washington blev USA:s "Första dam" 1789. Hon var en populär värdinna vid de mottagningar och middagar som George Washington ansåg vara en del av hans officiella plikter, men med tiden fann hon åtagandena och all uppmärksamhet betungande. Abigail Adams ansåg att Martha Washington var en framgångsrik presidenthustru, som skapade glädje omkring sig och som livade upp sin stele och allvarlige make. Äktenskapet blev barnlöst.
Martha Washington överlevde sin make med två år; hon avled i maj 1802 i Mount Vernon, där hon också ligger begravd.